# La Seu d'Urgell
Pour les articles homonymes, voir Urgell (homonymie).
La Seu d'Urgell (en castillan Seo de Urgel et anciennement Urgell ou Ciutat d'Urgell) est une ville espagnole située dans les Pyrénées catalanes, capitale de la comarque de l'Alt Urgell (province de Lérida, communauté autonome de la Catalogne). Elle est le siège du diocèse d'Urgell (en catalan, Seu voulant dire « siège »), dont l'évêque est, avec le président de la République française, coprince d'Andorre.
Située à la confluence du Sègre et de la Valira, juste avant leur jonction, La Seu d'Urgell s'élève sur une petite terrasse fluviale, prolongement du plateau des Forques. La ville fait partie de l'Urgellet, une région naturelle pyrénéenne composée de 16 municipalités de l'Alt Urgell. Ce territoire, avec Andorre, constituait à l'origine le comté d'Urgell, dont La Seu d'Urgell était la capitale jusqu'à son expansion vers le sud.
L'Alt Urgell est considérée comme la porte d'entrée de l'État d'Andorre. La proximité avec ce pôle démographique et économique important explique en grande partie la croissance actuelle de La Seu d'Urgell au sein des Hautes-Pyrénées-et-Aran.
Les patrons de la ville sont Saint Ot d'Urgell, Saint Sébastien et la Vierge d'Urgell. La Vierge de Núria et Saint Ermengol sont quant à eux les principaux patrons du diocèse d'Urgell, bien que Saint Ermengol soit particulièrement honoré dans la ville.. Cela se manifeste notamment à travers divers événements qui lui sont dédiés tout au long de l'année, comme la Foire de Saint Ermengol, l'une des plus anciennes de Catalogne, ou encore la représentation théâtrale du Retable de Saint Ermengol.

## Toponymie
Le toponyme "La Seu d'Urgell" est formé de deux mots différents : "Seu" (Seo), d'origine latine et "Urgell".
"Seu" provient du latin sedes qui signifie "siège". "Urgell", selon le linguiste Joan Coromines serait un terme d'origine pré-romaine en rapport avec la présence d'eau, et possiblement dérivé de la racine primitive basque "Urtx".

## Géographie
La ville est située à 691 mètres d'altitude dans une plaine de 7 kilomètres de long, juste en amont de la confluence entre le Sègre et la Valira. Cette plaine - appelée plana de la Seu - est entourée de hautes montagnes, notamment celles du massif de la Serra del Cadí. Les plus hauts sommets sont le Pic de Salòria (2 789 m), le Monturull (2 761 m) et la Torreta de Cadí (2 562 m).
Les municipalités voisines sont :
- les Valls de Valira au nord

Plans de la municipalité : détail et situation en Alt Urgell.

- Montferrer i Castellbò à l'ouest (où se situe l'aéroport Andorre–La Seu d'Urgell)
- Ribera d'Urgellet au sud-ouest
- Alàs i Cerc et Estamariu au nord-est.

Le climat est de type climat méditerranéen, mais présente des particularités liées à l'altitude. Il est froid et sec en hiver, frais et pluvieux au printemps, chaud et sec en été, froid et humide en automne. La végétation est de type continental sous-méditerranéen. Les précipitations sont rares, aux alentours de 700 mm par an et augmentent avec l'altitude.

## Histoire
Selon la tradition, la Seu d'Urgell aurait été fondée par Hèrcules l'Egipcià en 1699 av. J.-C., alors qu'il séjournait dans les Pyrénées. Les fouilles faites à la Seu montrent peu à peu qu'elle date de la période de transition entre l'époque antique et le Moyen Âge. On y a découvert une nécropole paléochrétienne à l'emplacement du cloître de la cathédrale, de puissants murs qui pourraient faire partie du centre urbain primitif et un autel de tradition paléochrétienne qui peut-être était celui de la première cathédrale.
L'évêché d'Urgell fut élevé entre 516, date du concile de Tarragone, où n'apparait aucun évêque d'Urgell et 527, lorsqu'il apparait dans la documentation relative au IIe Concile de Tolède.
Il s'agit de la première mention historique de la ville et qui fait part de son importance car il s'agit d'un siège épiscopal tenu par un prélat illustre, duquel nous connaissons la famille et certains écrits religieux. Juste, premier évêque, ensuite vénéré comme saint, qui assista aux deux conciles de l'Hispania wisigothique en 527 et 546. A cette date si reculée nous trouvons déjà la caractéristique essentielle de la cité médiévale et qui lui donnera son nom : le siège épiscopal.
Un de ses successeurs, l'évêque Félix d'Urgell, fut avec l'évêque Élipand de Tolède à l'origine d'une polémique religieuse qui ébranla l'empire de Charlemagne entre 784 et 798 : l'Adoptianisme, doctrine qui contient certains points communs avec l'Arianisme.
À la fin du XIIe siècle et au début du XIIIe siècle la cathédrale et les possessions de l'évêque d'Urgell sont mises plusieurs fois à sac par le vicomte de Castellbò et le comte de Foix. Pour ces faits et leur appartenance au catharisme, ces deux seigneurs seront jugés par l'Inquisition.
La Seu d'Urgell fut assiégée par les troupes françaises en :
– 1711 lors de la guerre de Succession d'Espagne ;
– 1719 lors de la guerre de la Quadruple-Alliance.
- 7 avril 1794 : combat d'Urgell pendant la guerre du Roussillon.

## Économie
La ville est située au sein du domaine fonctionnel de l'Alt Pirineu i Aran, dont elle est la ville la plus peuplée, concentrant 17,4% de la population de celui-ci. La Seu d'Urgell est la porte d'entrée vers l'Andorre. Elle tire ainsi parti de l'importance économique de ce pays.

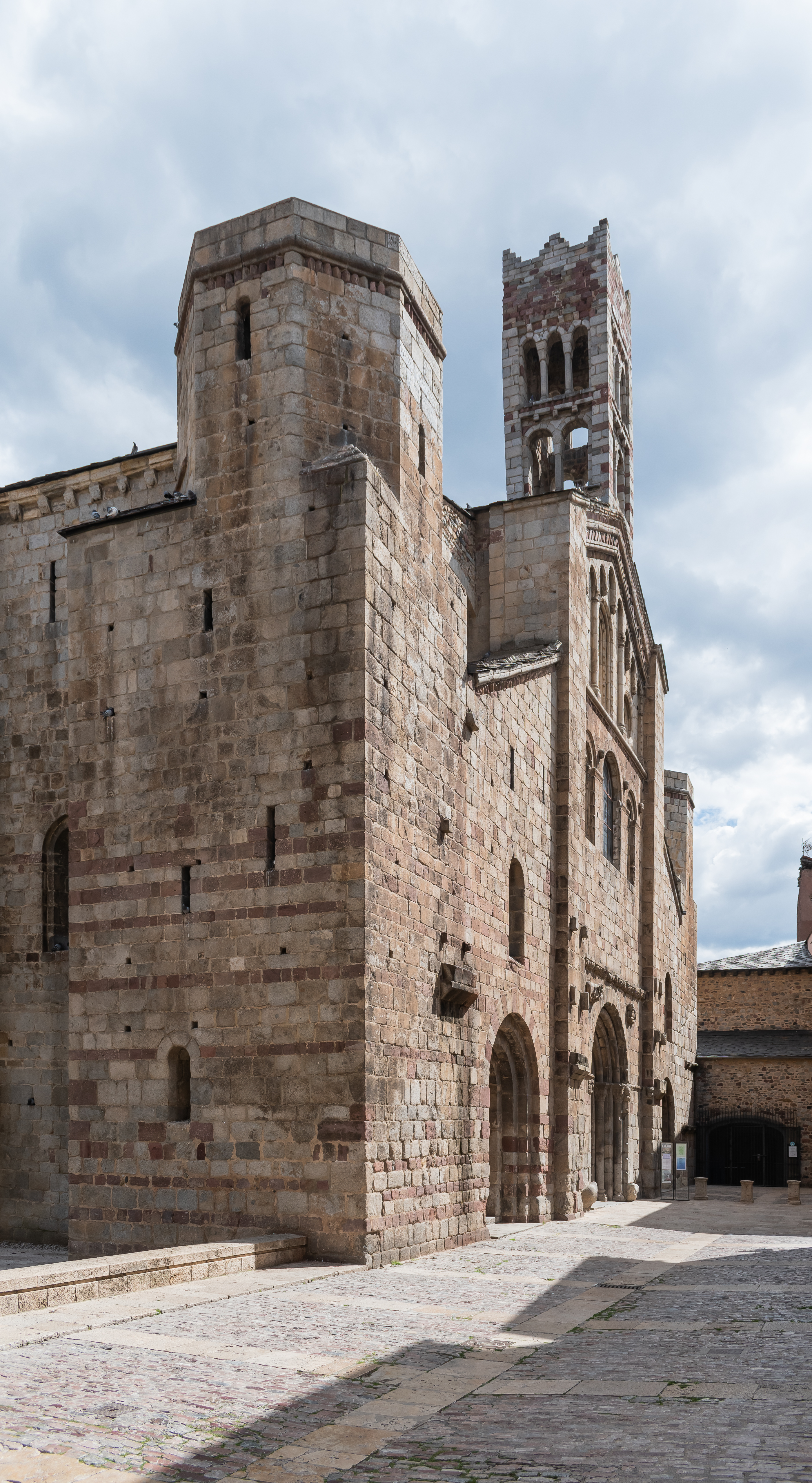
La cathédrale Sainte-Marie d'Urgell.

## Culture et loisirs

### Culture populaire

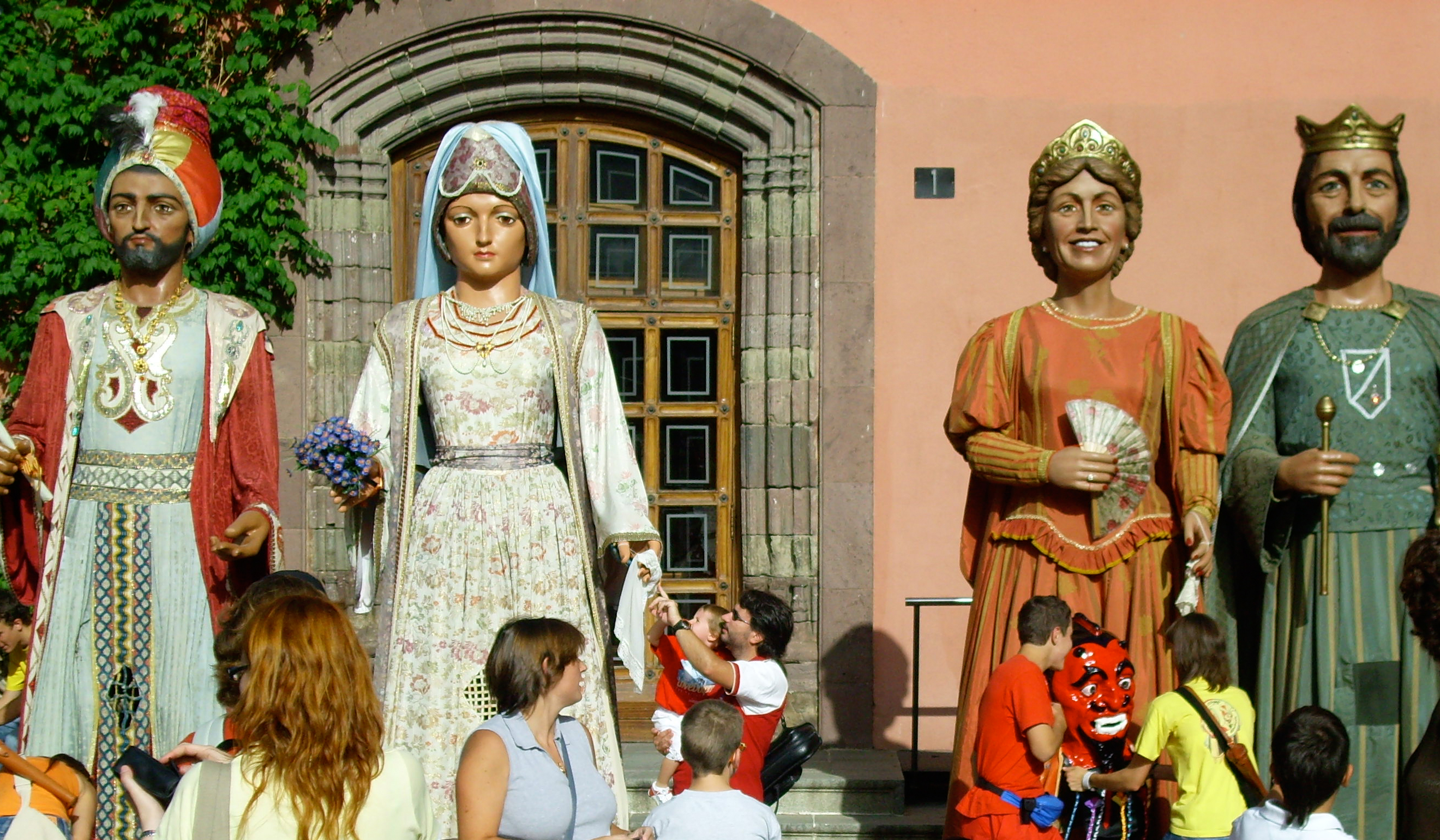
Géants et nains à la fête votive de la Seu d'Urgell

Tout au long de l'année, diverses manifestations de caractère folklorique ont lieu. À Noël, on organise des actes traditionnels comme la Messe de Minuit (Missa del Gall). Autrefois, on représentait le Chant de la Sibylle (la version majorquine est classée Patrimoine Culturel Immatériel de l'Humanité). Cette tradition est documentée pour la dernière fois en 1548, et en 2011, cette tradition a été restaurée avec la version propre de la ville, désormais en catalan, qui constitue l'une des premières expressions poétiques dans cette langue,.
Depuis 2003, pendant les fêtes de Noël, se déroule le Món Màgic de les Muntanyes (Monde Magique des Montagnes), où le Tió de la Freita (« Tison de Noël ») joue un rôle de protagoniste. Le Món Màgic de les Muntanyes est une initiative de la mairie visant à promouvoir le tourisme de la ville ainsi que la mythologie des Pyrénées,.
Le 17 janvier, lors de la fête de Saint Antoine Abbé, se tient le défilé des Tres Tombs ainsi qu'une soupe populaire, la Calderada, au Passeig de Joan Brudieu. La journée se termine avec la Pujada al pal, un défi où les participants doivent grimper au sommet d'un mât savonné pour récupérer le coq placé dans un panier, en guise de récompense. Le 20 janvier, la fête de Saint Sébastien est célébrée. Pendant la Semaine Sainte, a lieu la procession du Saint Enterrement, dont les origines remontent à l'année 1603 avec la fondation de la Confrérie du Très-Précieux Sang ainsi que les traditionnelles caramelles.
Le lundi de Pâques, les habitants de la Seu et des environs célèbrent la Trobada, un rassemblement qui se tient dans divers champs de Bellestar (Montferrer i Castellbò). Par la suite, les participants se dirigent vers l'ermitage de la Mare de Déu de la Trobada (Notre-Dame de la Rencontre) à Montferrer i Castellbò.
Le 7 juillet, on célèbre la fête de Saint Ot, patron de la ville. Les représentations du Retable de Saint Ermengol ont commencé en 1957, mais furent interrompues en 1998 en raison des travaux de restauration du cloître de la cathédrale Sainte-Marie d'Urgell. Ce spectacle théâtral, basé sur diverses scènes de la vie du saint, repose sur un texte écrit par Esteve Albert et se déroulait dans le cloître de la cathédrale.
Le dernier week-end d'août se tient la fête votive (festa major), où le ball Cerdà est particulièrement notable. Cette danse, exécutée par plus de cent couples (adultes et enfants), est réalisée le dimanche matin.
La ville possède deux couples de géants : Abd Al-Rahman et Constança, datant de 1943, représentent un roi maure et une comtesse de Castellbò, tandis que Ot et Urgell, créés en 2005, incarnent un troubadour et une femme de la noblesse, récupérant ainsi les noms des premiers géants de la Seu.
Dans l'archive municipale de la Hôtel de ville, située dans le centre historique, se trouve le Livre vert ou Livre des privilèges de la ville d'Urgell, datant de 1470. Ce document, relié en bois recouvert de cuir, contient les usages et coutumes de la ville à cette époque.

### Foires, marchés et festivals
Bien que la densité de population soit faible dans les Hautes-Pyrénées, la région représente 6,6 % de l'activité des foires en Catalogne. À la Seu, de nombreuses foires et marchés ont lieu tout au long de l'année :
- Le Marché traditionnel a lieu tous les mardis et samedis dans le Carrer Major, la Plaça del Mercat, la Plaça de la Catedral et le Carrer dels Canonges.
- La Foire de Sant Ermengol, l'une des foires les plus anciennes de Catalogne, et la foire la plus ancienne documentée de la péninsule ibérique[16], se déroule le troisième week-end d'octobre. Elle porte le nom de l'un des saints patrons de la ville : Saint Ermengol. Parmi les événements organisés dans le cadre de la Fira de Sant Ermengol, on trouve également :
  - Foire des Fromages Artisanaux des Pyrénées (Fira de Formatges Artesans del Pirineu).
  - Foire de l'Artisanat des Pyrénées (Fira d'Artesania dels Pirineus).
  - Marché aux puces dels Canonges (els Encants dels Canonges).
- La Foire de printemps se déroule en avril et inclut une exposition des meilleurs spécimens de vache brune des Pyrénées de l'Alt Urgell et de la Cerdagne.
- Foire d'Art, la première édition ayant eu lieu en 2007.
- El Mercat Medieval dels Canonges propose de la musique dans les rues, du théâtre, du cirque, des fauconniers et des démonstrations d'artisanat ancien.
- El Mercat de les oportunitats se tient deux fois par an. La plupart des magasins de la Seu y participent avec un stand où ils vendent leurs produits à prix réduits.
- Festival de Musique Ancienne des Pyrénées (FeMAP).
- Rencontre Entrepreneuriale des Pyrénées (Trobada Empresarial al Pirineu).
- Rencontre des Accordéonistes des Pyrénées (Trobada d'Acordionistes del Pirineu) : le festival de musique traditionnelle le plus ancien de Catalogne et considéré comme le festival d'accordéon diatonique le plus important d'Europe[17].
- PICURT: festival de cinéma de montagne des Pyrénées.
- Festival del Joc del Pirineu.

### Lieux d'intérêt
- Monuments ecclésiastiques :

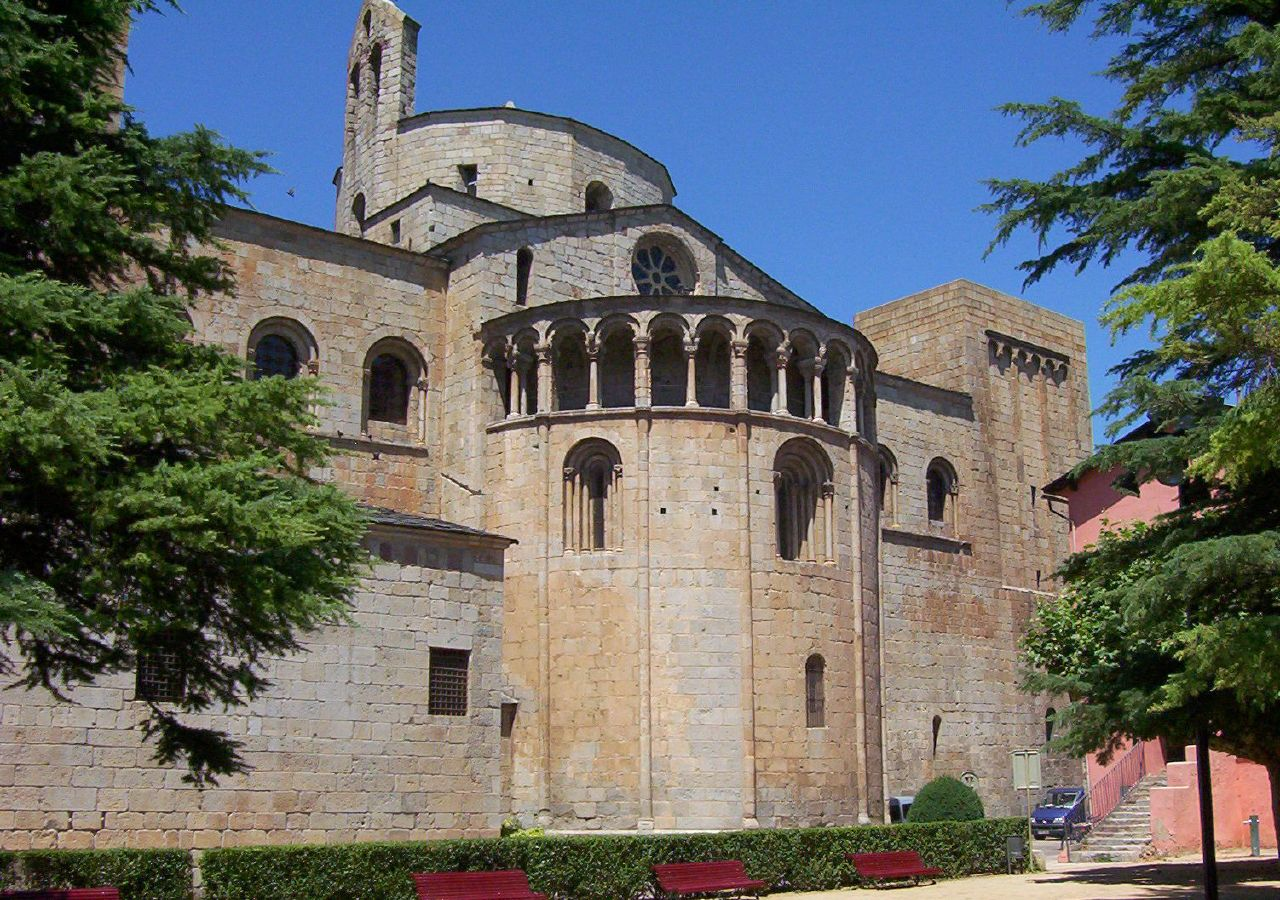
Cathédrale Sainte-Marie d'Urgell

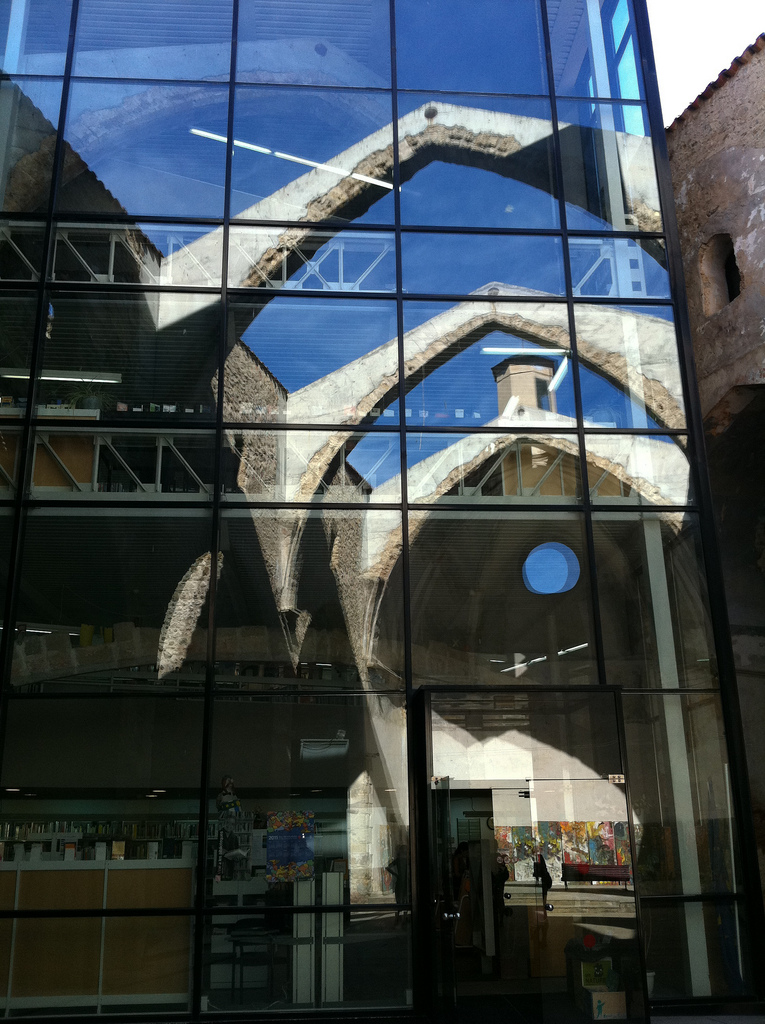
Biblioteca de Sant Agustí

  - Sainte-Marie d'Urgell, cathédrale de la Seu d'Urgell, située sur la Plaça dels Oms.
  - Cloîtres de la cathédrale d'Urgell.
  - Musée Diocésain d'Urgell, bâtiment annexe aux cloîtres, où est exposé le Beatus de la Seu d'Urgell[18].
  - Palais Épiscopal de la Seu d'Urgell, situé dans la place Pati Palau.
  - Bibliothèque de Sant Agustí, actuelle bibliothèque municipale, anciennement couvent de Sant Agustí.
  - Église Sant Miquel de la Seu d'Urgell, située près du cloître de Sainte-Marie d'Urgell. C'est le seul bâtiment restant du complexe cathédral construit par Saint Ermengol d'Urgell en 1035.
  - Église de Santa Immaculada, salle de conférences.

Ancienne église Sant Domènec, de style gothique, aujourd'hui utilisée comme salle de conférences et d'expositions, ainsi que le site du Parador Nacional de la Seu d'Urgell.
- - Église de Santa Magdalena, l'église la plus importante d'un point de vue social.
  - Sagrada Família d'Urgell, également appelée "les Punxes". C'est un couvent géré par la Fondation Sant Hospital de la Seu d'Urgell, un hôpital privé intégré dans le réseau public.
  - Séminaire conciliaire, situé au nord de la ville. Cet édifice, entouré d'une vaste cour, est caractérisé par une imposante façade de style néo-roman. Construit en 1860 par Romà Samsó.

- Centre historique :

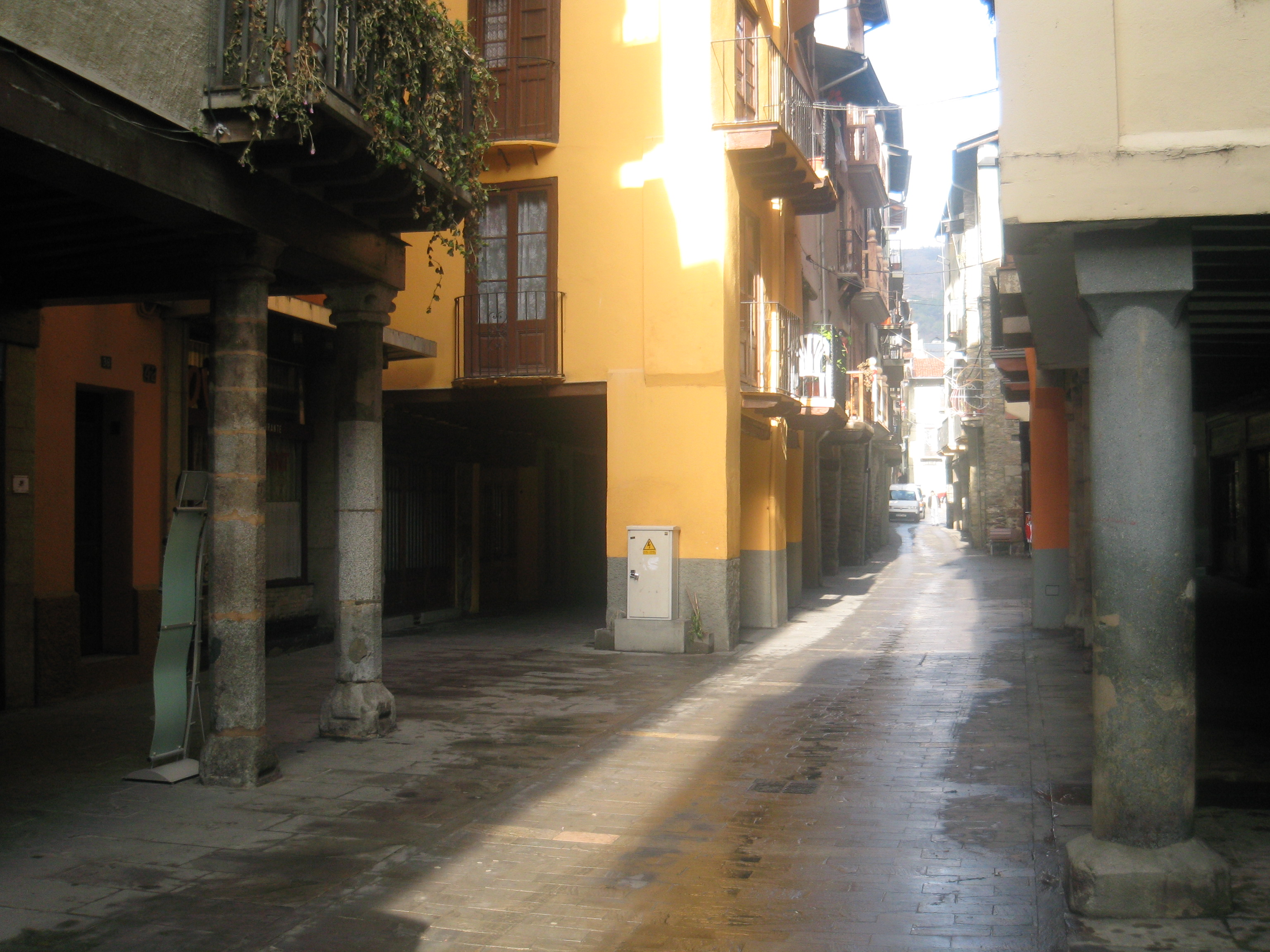
Carrer dels Canonges

  - La **vieille ville** : Le Carrer dels Canonges, le plus ancien, et le Carrer Major de la Seu d'Urgell, tous deux d'une grande valeur architecturale, ainsi que le Pati Palau et la Plaça dels Oms, où se trouve la Hôtel de ville.
  - Passeig de Joan Brudieu** : Située au centre de la Seu, elle constitue l'une des rues principales et marque la séparation entre le centre historique et l'extension moderne.

- Village de **Castellciutat** :

- Outre le centre du village, on peut y admirer la Tour de Solsona, le Château de Castellciutat et la Citadelle de Castellciutat.
- Centres éducatifs et/ou culturels :
  - Centre culturel "Les Monges", accueillant les écoles municipales de danse, de musique et d'arts plastiques, ainsi qu'une crèche municipale, le Centre Associé de la Université nationale d'enseignement à distance (UNED), l'École Officielle des Langues et l'ancienne église de Santa Immaculada.
  - Archives Comarcales de l'Alt Urgell, inaugurées en 2010.
  - Espai Ermengol, ouvert au public depuis 2011.
  - [Institut Joan Brudieu, établissement d'enseignement secondaire et de baccalauréat, qui accueille également l'université d'été organisée par l'Université de Lleida.
  - Point d'appui de l'Université Ouverte de Catalogne (UOC) au Conseil Comarcal de l'Alt Urgell, situé sur Passeig de Joan Brudieu.
  - Écoles : École Albert Vives, École Castellciutat, École Pau Claris, École Valira et La Salle de la Seu d'Urgell.

## Personnalités liées à la ville
- Enric de Cardona i Enríquez (1485-1530), évêque de Barcelone.
- Llorenç Tomàs i Costa (1660-1737), chancelier de Catalogne.
- Salvador Fidalgo (1756-1803), officier naval.
- Ferran Zulueta i Giberga (1889-1961), agriculteur et homme politique.
- Ramón Malla Call (1922-2014), évêque émérite de Lleida.
- Maria Dolors Maestre i Pal (1929-2010), philanthrope.
- Ricard Fornesa i Ribó (1931-2014), ancien président de la Caixa et président de Criteria CaixaCorp.
- Lluís Racionero i Grau (1940), écrivain, urbaniste et sculpteur.
- Eugeni Bregolat Obiols (1943), ambassadeur d'Espagne en Chine.
- José Antich (1955), écrivain et journaliste, ancien directeur de la Vanguardia.
- Xavier Antich i Valero (1962-), philosophe et écrivain.
- Albert Villaró i Boix (1964), écrivain. Lauréat du Prix Josep Pla 2014.
- Mònica López i Moyano (1975), physicienne et présentatrice météo sur TV3 et TVE.
- Jordi Pascuet i Mas (1979), pilote de trial.
- Roger Casamajor (1976), acteur, lauréat d'un Prix Gaudí.
- Ricard Font i Hereu, avocat.
- Pere Vesa Fillart (1852-1915), orientaliste et professeur titulaire.
- Teresa Colom i Pich (1973-), poétesse andorrane;
- Isidre Esteve, pilote moto;
- Joaquín Francisco Fidalgo, géographe et marin;
- Mireia Ingla i Mas, femme politique.